# Gyógypedagógia
A gyógypedagógia tágabb értelemben a testileg és értelmileg fogyatékos személyek tanulmányozásával és nevelés-tanításával foglalkozó tudomány. Szűkebb értelemben azonban inkább az érzéki és értelmi fogyatkozásban szenvedők oktatási eljárásának módját jelenti. 
A gyógypedagógia lehetővé teszi a sérült emberek fejlesztését. Általános törekvés, hogy e különleges oktatást minél több rászoruló fogyatékos személyre kiterjeszthessék. A gyógypedagógiával mint tudománnyal foglalkozók szerint nem tekinthető az orvostudomány részének.

## Szakjai
- szurdopedagógia (hallássérültek: siketek és nagyothallók pedagógiája)
- tiflopedagógia (látássérültek: vakok és gyengénlátók pedagógiája)
- logopédia (beszédhibások pedagógiája)
- pszichopedagógia
- szomatopedagógia (mozgáskorlátozottak pedagógiája)
- tanulásban akadályozottak pedagógiája
- értelmileg akadályozottak pedagógiája
- az autizmus spektrum-pedagógiája

## Híres gyógypedagógusok
- Elisabet Anrep-Nordin
- Walter Bachmann
- Bárczi Gusztáv
- Éltes Mátyás
- Frim Jakab
- Gáspár Árpád
- Jan-Daniel Georgens
- Heinrich Hanselmann
- Illyés Gyuláné Kozmutza Flóra